# Finland (schip, 1902)
De Finland was een passagiersschip dat onder andere werd ingezet op de passagiersdienst Antwerpen - New York van de Belgische Red Star Line. Het werd ook regelmatig op diensten van de Amerikaanse zustermaatschappijen van de Red Star Line ingezet.
Het schip had een zwarte romp met op het voorschip twee hoge masten met laadbomen en witte opbouw. Achteraan had ze eveneens twee hoge masten waarvan een op de bovenbouw stond. Het schip had twee lange schoorstenen.

## SS Finland
Als de SS Finland op de lijn Antwerpen-New York bood ze plaats aan 342 passagiers in eerste klas, 194 in tweede klas en 626 in derde klas. Na de beginjaren werd de derde klas opgedeeld in 3 aparte afdelingen voor respectievelijk families, alleenstaande mannen en alleenstaande vrouwen.

## USS Finland
Aan het begin van de Eerste Wereldoorlog wordt de Finland in enkele weken tijd omgebouwd als troepentransportschip voor de US Navy.

## Geschiedenis

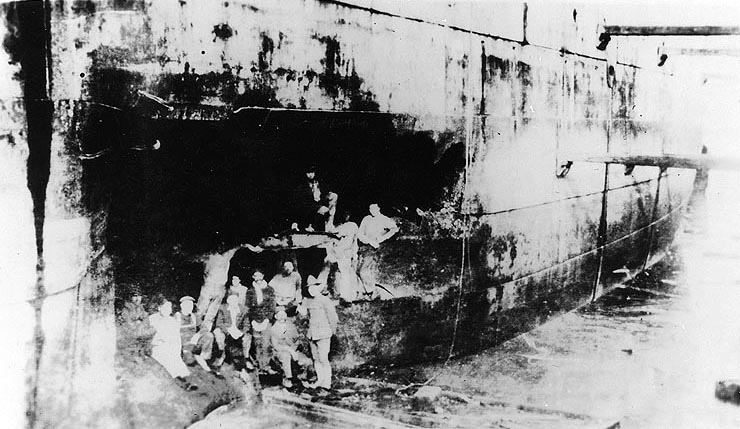
De schade die de torpedo aanrichtte is aanzienlijk

Het schip werd in 1902 gebouwd door scheepswerf William Cramp & Sons Shipbuilding Company in Philadelphia (Pennsylvania, Verenigde Staten) met bouwnummer 312. Ze mat 12.760 brt en was 176 meter lang en 18,20 meter breed.
- 21.06.1902 Tewater gelaten in Philadelphia voor International Navigation Company
- 27.09.1902 Arriveert in New York van Philadelphia om te gaan varen voor de Red Star Line tussen New York and Antwerpen
- 02.10.1902 Vertrek van New York voor haar maiden trip (Capt. F. Albrecht)
- 19.12.1903 Bij het vertrek uit Antwerpen in dichte mist aan de grond gelopen bij Nieuwesluis (Breskens).
- 24.12.1903 Vlotgetrokken
- 21.07.1906 Bij het vertrek uit Antwerpen naar New York aan de grond gelopen op de Schelde. (Capt. Apfeld)
- 14.06.1912 Vertrek uit New York, gechartered door het American Olympic Committee om de Amerikaanse olympische atleten te vervoeren en huisvesten die onderweg waren naar Stockholm, 274 passagiers, waarvan 164 olympische deelnemers.
- 23.03.1915 Onderweg van New York naar havens in de Middellandse zee stapten Italiaanse ambtenaren aan boord en brachten het schip op naar Genua om te worden doorzocht op contrabande.
- 28.04.1916 Nam de bemanning aan boord van het getorpedeerde Brits stoomschip Industry.
- 28.10.1917 Zelf getorpedeerd door de Duitse onderzeeër U-93. De torpedo explodeerde in een kolenbunker aan stuurboord zijde. 9 Personen vonden de dood nadat ze in paniek het schip hadden verlaten[1]

## Fotogalerij

SS / USS Finland
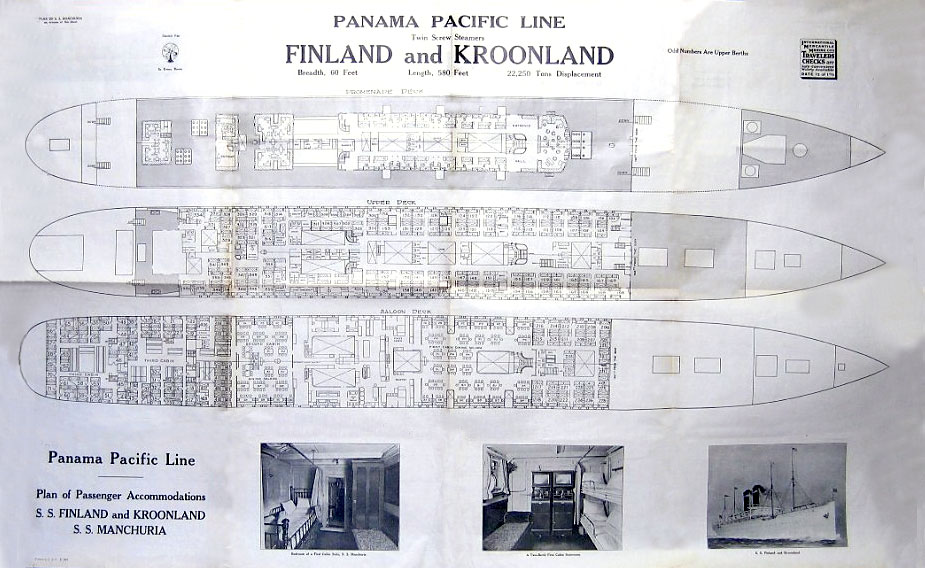
SS Finland grondplan
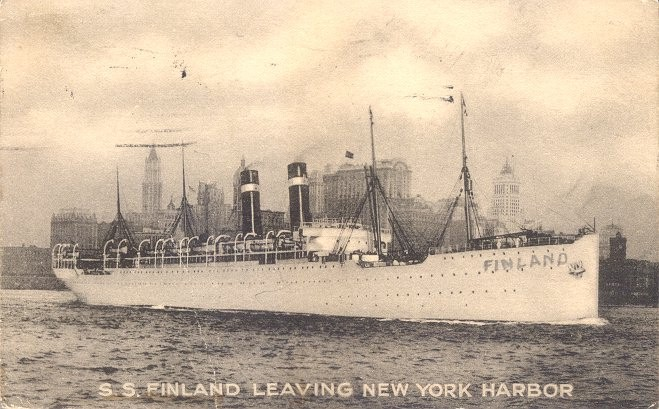
De SS Finland verlaat New York
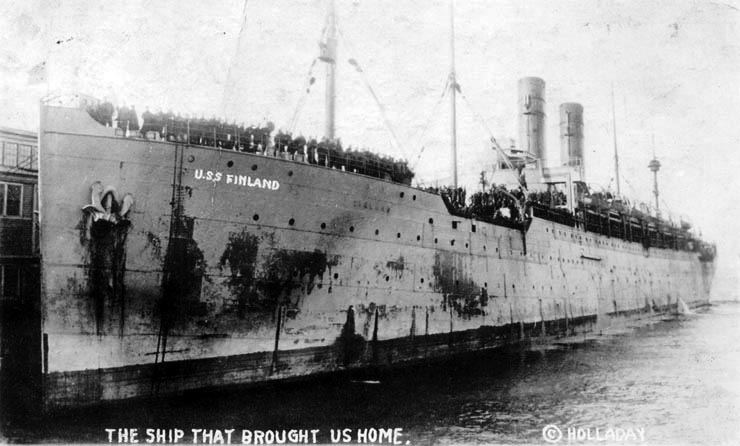
1919 USS Finland